# ビクトル・ベタノフ
ビクトル・ベタノフ（Viktor Betanov,1954年8月1日- ）は旧ソビエト連邦の柔道選手。ベラルーシのフロドナ出身。階級は軽重量級。

## 人物
1974年のヨーロッパジュニア軽重量級で優勝すると、初開催となった世界ジュニアでも軽重量級の初代チャンピオンになった。1975年の世界選手権では銅メダルを獲得した。1976年のモントリオールオリンピックには国内の同じ階級にラマズ・ハルシラーゼがいたために出場できなかった。

## 主な戦績
- 1974年 - ヨーロッパジュニア　優勝
- 1974年 - 世界ジュニア　優勝
- 1975年 - ソ連国際　3位
- 1975年 - 世界選手権　3位
- 1978年 - ハンガリー国際　95kg級　2位
- 1978年 - ルーマニア国際　95kg級　優勝